# HMS Kalmarsund (13)
HMS Kalmarsund, även MUL 13, var en minutläggare i svenska marinen som togs i tjänst 1953. Fartyget hette MUL 13 tills 1985 då den fick sitt nuvarande namn Kalmarsund. Hon var stationerad på sydkusten tillsammans med HMS Öresund (18). Kalmarsund är idag ett museifartyg vid Göteborgs Maritima Centrum.